# Jaźwiny-Koczoty
Jaźwiny-Koczoty – wieś w Polsce położona w województwie podlaskim, w powiecie wysokomazowieckim, w gminie Czyżew.
| SIMC    | Nazwa         | Rodzaj    |
| ------- | ------------- | --------- |
| 0396268 | Stokowo-Bućki | część wsi |

W latach 1975–1998 miejscowość administracyjnie należała do województwa łomżyńskiego.
Wierni kościoła rzymskokatolickiego należą do parafii św. Apostołów Piotra i Pawła w Czyżewie.

## Historia
Pod koniec XIX w. Jaźwiny-koczoty i Jaźwiny-pierdki, wsie drobnoszlacheckie w powiecie ostrowskim, gmina Dmochy-Glinki. Jaźwiny-koczoty liczyły 7 domów, a Jaźwiny-pierdki 4 domy i 29. mieszkańców.
W 1921 r. naliczono tu 4 budynki z przeznaczeniem mieszkalnym oraz 36. mieszkańców (18. mężczyzn i 18 kobiet). Wszyscy podali narodowość polską.